# SN 2010jg
SN 2010jg – supernowa odkryta 11 października 2010 roku w galaktyce A220427-0758. W momencie odkrycia miała maksymalną jasność 17,90m.